# Cyril Despres
Cyril Despres (ur. 24 lipca 1974 w Nemours) – francuski motocyklista rajdowy, specjalizujący się w rajdach terenowych. Pięciokrotny zwycięzca Rajdu Dakar w roku 2005, 2007 i 2010, 2012, 2013.

## Osiągnięcia
- Zwycięzca Rajdu Paryż-Dakar w 2005, 2007, 2010, 2012, 2013
- 2. miejsce w Rajdzie Dakar w roku 2003, 2006 i 2011
- 3. miejsce w Rajdzie Dakar w 2004
- Zwycięzca Rajdu Tunezji w roku 2004 i 2005
- 1. miejsce w Rajdzie Orientu w roku 2005
- 1. miejsce w Rajdzie Maroka w roku 2000
- Mistrz Świata w rajdach terenowych FIM w roku 2003
- Mistrz Świata w Enduro Team 2001

## Starty w Rajdzie Dakar
| Rok  | Kategoria | Pojazd                        | Wynik | Uwagi          |
| ---- | --------- | ----------------------------- | ----- | -------------- |
| 2000 | motocykle | Honda XR 400                  | 16    |                |
| 2001 | motocykle | BMW                           | 13    | wygrał 1 etap  |
| 2002 | motocykle | KTM                           | NU    |                |
| 2003 | motocykle | KTM                           | 2     | wygrał 3 etapy |
| 2004 | motocykle | KTM                           | 3     | wygrał 4 etapy |
| 2005 | motocykle | KTM LC4 660 Rally             | 1     | wygrał 2 etapy |
| 2006 | motocykle | KTM                           | 2     | wygrał 4 etapy |
| 2007 | motocykle | KTM 690 Rally                 | 1     | wygrał 2 etapy |
| 2009 | motocykle | KTM 690 Rally                 | 2     | wygrał 4 etapy |
| 2010 | motocykle | KTM 690 Rally Replica         | 1     | wygrał 2 etapy |
| 2011 | motocykle | KTM 450 Rally Factory Replica | 2     | wygrał 3 etapy |
| 2012 | motocykle | KTM 450CC Rally               | 1     | wygrał 3 etapy |
| 2013 | motocykle | KTM 450CC Rally               | 1     | wygrał 1 etap  |

## Ciekawostki
Mieszka w Andorze, zaś na co dzień posługuje się językiem katalońskim.